# ヴィダルバ

ヴィダルバに相当する地域

ヴィダルバ（マラーティー語：वर्हाड, 英語：Vidarbha）は、インドのマハーラーシュトラ州西部の地域。ベラール（Berar）とも呼ばれる。
歴史的にはナーグプル盆地も含む広い地域を指したが、現在、北はガーウィルガル丘陵、南はアジャンター山脈とサトマラ山脈にはさまれ、プルナ川沿いに延びるデカン高原北部にあたる地域を指す。

## 歴史

ニザーム藩王国の領土。黄緑がベラール地方

1490年、バフマニー朝の分裂により、ベラール王国が成立した。
1572年、アフマドナガル王国がベラール王国を滅ぼし、併合した。
1596年、アフマドナガル王国からムガル帝国に割譲され、その一州となった。
1724年、ニザーム王国が成立すると、ベラールはその領土となった。また、ナーグプルのボーンスレー家もこの地域を領有していた。
1803年、第二次マラーター戦争の結果、ボーンスレー家はデーオガーオン条約を締結し、領有していたベラール地方をイギリスに割譲した。
1804年5月16日、イギリスはニザーム藩王国とハイダラーバード条約を結び、ベラール地方は再割譲された。
1853年5月21日、イギリスはニザーム藩王国のイギリス軍駐留費の未払いを理由に、当時は綿花の生産地でもあったベラールを割譲させた。
1902年11月5日、ニザーム藩王国は年250万ルピーの支払いで、イギリスにベラールを正式にリースすることにし、1903年10月1日にイギリス領中央州に編入された。
1947年、インド共和国が成立すると、ベラールはベラール州としてその一部となった。
1950年にマディヤ・プラデーシュ州、1956年にはボンベイ州に編入されたが、1960年にボンベイ州再編により、新たに成立したマハーラーシュトラ州に編入された。